# Attentat de la rue Copernic

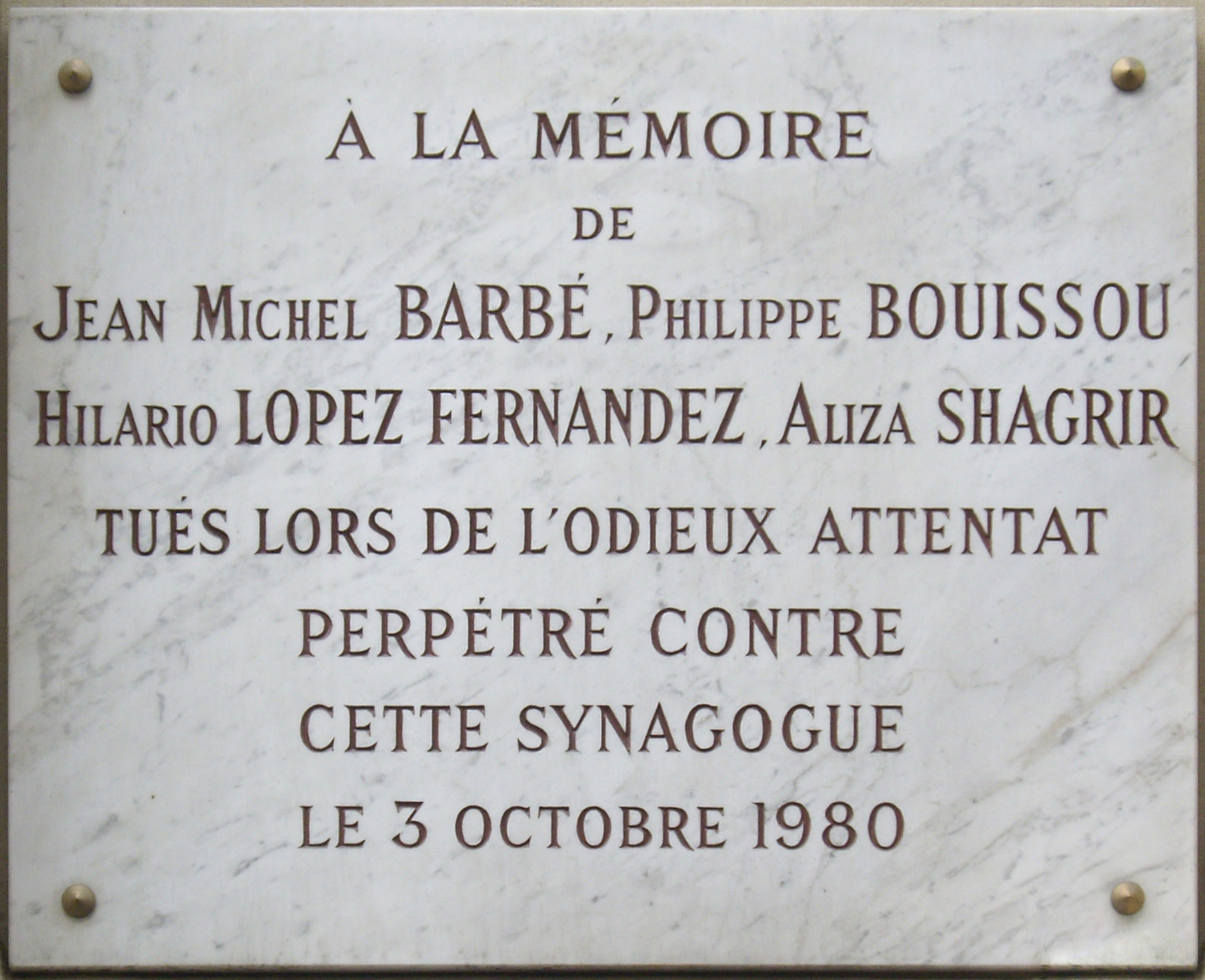
Plaque commémorative.

L’attentat de la rue Copernic est un attentat à la bombe dirigé contre la synagogue de l'Union libérale israélite de France et qui a été perpétré dans le XVIe arrondissement de Paris le vendredi 3 octobre 1980, soir du shabbat et jour de la fête juive de Sim'hat Torah amenant un grand nombre de fidèles dans cette synagogue. Causant 4 morts, c'est le premier attentat contre les juifs en France depuis la fin de la Seconde Guerre mondiale.
Après un mandat d’arrêt international, 27 ans plus tard, Hassan Diab,  Canadien d'origine libanaise, est arrêté au Québec en 2008, où les enquêteurs poursuivent ses interrogatoires, puis extradé le 15 novembre 2014, vers la France, où il est placé en détention provisoire. Un non-lieu, daté du 12 janvier 2018, est trois ans après — infirmé en 2021 par la cour d'appel de Paris, qui renvoie l'affaire devant la cour d'assises, où Hassan Diab est condamné, par contumace, à la réclusion criminelle à perpétuité le 21 avril 2023.

## Déroulement
Cet attentat antisémite à la bombe du 3 octobre 1980, à 18h38, dirigé contre la synagogue de l'Union libérale israélite de France, rue Copernic dans le XVIe arrondissement de Paris, fait quatre morts et quarante-six blessés. La verrière de la synagogue s'effondre sur les fidèles, une des portes est soufflée. Des voitures dans la rue sont projetées sur la chaussée, les devantures de magasin sont soufflées sur 150 mètres.
Philippe Bouissou (22 ans) qui passait à moto est tué sur le coup. Aliza Shagrir (42 ans), présentatrice de télévision israélienne en vacances en France, est également tuée sur le coup alors qu'elle marchait sur le trottoir, tout comme Jean Michel Barbé, chauffeur d'une famille qui fréquente la synagogue. Hilario Lopes-Fernandes, le concierge portugais de l'hôtel Victor Hugo, situé presque en face du temple, est grièvement blessé et meurt deux jours plus tard.
La plaque commémorative apposée sur la façade indique : « À la mémoire de Jean Michel Barbé, Philippe Bouissou, Hilario Lopez Fernandez, Aliza Shagrir tués lors de l'odieux attentat perpétré contre cette synagogue le 3 octobre 1980 ».
Le mécanisme de minutage de l'explosif d'une dizaine de kilos de pentrite, dans les sacoches d'une moto Suzuki TS 125 bleue garée à une dizaine de mètres de la synagogue, était prévu pour que la bombe explose à la sortie des fidèles : en cette veille de shabbat, la synagogue était pleine de 323 personnes venues fêter les Bar Mitzvah de trois garçons et Bat Mitsva de deux jeunes filles. Le rabbin Michael Williams avait pris un quart d'heure de retard dans la cérémonie, ces quelques minutes épargnant la vie de centaines de membres de l'assemblée.
Le lendemain, une manifestation spontanée de plusieurs milliers de personnes se tient devant la synagogue, puis part sur les Champs-Élysées, tandis que d'autres manifestations de protestation ont lieu dans des villes de province. Le 7 octobre 1980, une manifestation voit défiler 200 000 personnes entre Nation et République. Plusieurs députés s'y joignent, tous partis confondus.
Le Premier ministre, Raymond Barre, choque le 3 octobre en déclarant sur TF1 : « Cet attentat odieux qui voulait frapper les Israélites qui se rendaient à la synagogue et qui a frappé des Français innocents qui traversaient la rue Copernic », lapsus allégué que ses propos du 8 octobre à l'Assemblée nationale, assurant ses « compatriotes juifs » de la « sympathie de l'ensemble de la nation », n'effaceront pas des mémoires. Peu avant sa mort en août 2007, Raymond Barre a nié le lapsus et imputé cette campagne de protestations au « lobby juif le plus lié à la gauche » qu'il tient « capable de monter des opérations qui sont indignes ».

## La piste d'extrême droite et les réactions
Tout de suite après l'attentat, le rabbin Michael Williams déclare, face aux caméras : « Il s'agit d'une bombe plantée par nos amis les antisémites et les nazis de France, mais nous n'avons pas peur ». Le porte-parole du Mouvement contre le racisme et pour l'amitié entre les peuples (MRAP), Albert Lévy, le président de la Ligue internationale contre le racisme et l'antisémitisme (LICRA), Jean Pierre-Bloch, et le président de la section française du Congrès juif mondial accusent « l'internationale néo-nazie ».
Environ une heure après l'attentat, un appel anonyme par téléphone à l'agence France-Presse revendique l'attentat au nom des Faisceaux nationalistes européens, un groupuscule d'extrême droite, reconstitution de la Fédération d'action nationale et européenne (FANE), organisation dissoute par le gouvernement, exactement un mois plus tôt, le 3 septembre. L’appel émane de Jean-Yves Pellay, membre de la FANE et futur légionnaire au Liban, qui déclarera deux mois, via une interview dans la presse, après avoir inventé cette revendication.
Les réactions prennent souvent pour cible le gouvernement de droite alors au pouvoir, notamment 
le ministre de l'Intérieur Christian Bonnet un proche du président Valéry Giscard d'Estaing, accusé de n’avoir pas prise au sérieux la menace terroriste. Il est reproché au Premier ministre Raymond Barre sa déclaration sur les Français innocents. Le lendemain du drame, le Comité de liaison des étudiants sionistes socialistes (CLESS) organise un rassemblement aux cris de « Bonnet, Giscard, complices des assassins ! ». La campagne présidentielle du printemps 1981 n’est qu’à quelques mois. Puis une manifestation massive à lieu à Paris, le mardi 7 octobre, pour dénoncer plus généralement la barbarie terroriste, d’autant qu’a eu lieu peu avant l’attentat de la gare de Bologne, qui a causé en août  85 morts en Italie. 
Cinq jours après l’attentat, Jean-Pierre Chevènement, leader du CERES, l’aile gauche du parti socialiste, dénonce dans Le Monde la « véritable osmose [qui] s'est créée entre une partie du personnel dirigeant giscardien et l'extrême droite…». Toutes les manifestations dénoncent la « menace néo-nazie ».
Des groupes de militants juifs décident de passer à l'action directe. Mark Fredriksen, le chef de la FANE, est passé à tabac et s'en sort avec un traumatisme crânien et les poignets fracturés. Des coups de feu sont tirés sur le local de L'Œuvre française. Michel Caignet, cadre de la FANE, a le visage vitriolé. Un commando débarque chez Jean-Yves Pellay, le responsable du service d’ordre de la FANE. Menotté, il subit des injections d’un mélange mi-huile, mi-œstrogènes. Un autre commando projette de l'acide sur le visage d'un retraité, nommé Charles Bousquet, dont le seul tort est de porter le même nom de famille que l’ancien collaborateur des nazis Pierre Bousquet.
L’auteur du coup de fil anonyme à l'agence France-Presse du 3 octobre finit par rapidement s’identifier. Il s’agit du même Jean-Yves Pellay, chef du service d’ordre de la FANE et victime de ces représailles, qui révèle dans la presse avoir faussement revendiqué l'attentat et affirme être en fait de mère juive et avoir infiltré la FANE,. Il déclare le 28 novembre au journal le Matin : « On m'a demandé d'infiltrer la FANE. ». 
Interpellé le lendemain au domicile de sa mère, à Ligny-lès-Mâcon (Saône-et-Loire), il est inculpé le 4 décembre, d'"infraction à la législation sur les armes et les munitions", les policiers y ayant trouvé un pistolet mitrailleur Sten et cent vingt cartouches, puis remis en liberté le 3 mars 1981, avant de s’engager comme mercenaire au Liban.
En juillet 1981, Gaston Defferre, ministre de l'Intérieur, qui a succédé à Christian Bonnet après l’élection du président François Mitterrand, exige que les policiers orientent leurs recherches vers les milieux d'extrême droite.
Dans son livre publié trois décennies après et consacré à l’infiltration d'Action directe par la police au début des années 1980, à laquelle il a participé, le commissaire de police Jean-Pierre Pochon affirme que le nouveau pouvoir politique socialiste a exercé ensuite des pressions pour diriger l'enquête vers les milieux d'extrême droite au détriment de la piste moyen-orientale. La piste d'extrême droite sera encore relancée à plusieurs reprises : on parlera jusqu'en 1983 d'une mystérieuse « piste fasciste espagnole ».

## L'enquête
Les écoutes téléphoniques, les perquisitions et les interrogatoires des militants d'extrême droite n'aboutissent à rien. Fin novembre 1980, la Bundeskriminalamt (BKA) allemande livre un élément clé aux Français : le commando de la rue Copernic était composé de 5 personnes, qui, juste après l'attentat, sont reparties dès le 4 octobre d'un aéroport parisien pour Beyrouth. Des indices concernant l'identité de deux de ces personnes sont transmises également.
Les auteurs de l'attentat n'ont jamais été retrouvés. La police a pu établir un portrait-robot du poseur de bombe : un homme moustachu, de type arabe, d'une taille d'environ 1,70 m. Cet homme muni d'un passeport jordanien, s'était doté, lors d'une escale à Chypre, d'un permis de conduire et d'un faux passeport chypriote au nom d'Alexander Panadriyu et avait acheté à ce nom la moto utilisée pour l'attentat.
En 2007, alors que le juge antiterroriste Jean-Louis Bruguière en disponibilité confie le dossier à son collègue Marc Trévidic, ce dernier délivre une commission rogatoire internationale aux États-Unis pour un suspect du nom d'Hassan Diab ayant vécu aux États-Unis et au Canada. Considéré comme le chef du commando, il est identifié grâce aux archives du Front populaire de libération de la Palestine (FPLP-OS]) transmises par l'Allemagne à la France et à l'enquête sur la Suzuki qui conduit jusqu'au magasin du vendeur Moto Shopping Étoile, situé sur l'avenue de la Grande-Armée, dont le concessionnaire offre un portrait détaillé de l'acheteur, un certain Alexandre Panadriyu, domicilié au Celtic Hôtel. Ce suspect d'origine palestinienne, âgé de 55 ans en 2007, posséderait la double nationalité libanaise et canadienne. Le 8 octobre 1981, à l'aéroport Léonard-de-Vinci de Rome Fiumicino, la police de l'air et des frontières italienne arrête un groupe de Palestiniens en provenance de Beyrouth et transmet à la justice française un passeport utilisé par Hassan Diab et dont la photo ressemblerait au portrait-robot.
Hassan Diab, professeur de sociologie à Ottawa, diplômé de sociologie de l'université de Syracuse (États-Unis), est arrêté le 13 novembre 2008 à Gatineau, dans la province de Québec dans le cadre d'un mandat d'arrêt international délivré le 5 novembre 2008 par deux juges antiterroristes parisiens Marc Trévidic et Yves Jannier. Il est soupçonné d'avoir confectionné et posé la bombe de l'attentat de la rue Copernic ainsi que d'avoir participé à l'attentat de 1981 contre une synagogue d'Anvers,. Les charges contre lui reposent sur : le portrait-robot établi grâce à une prostituée avec laquelle il a passé la nuit ; une analyse graphologique soulignant que l'écriture de Hassan Diab est similaire à celle d'une fiche d'hôtel ; son vrai passeport retrouvé à Rome sur le neveu de Selim Abou Salem (dirigeant de l’organisation terroriste FPLP-OS), qui montre qu’il est entré en France le 20 septembre et reparti le 7 octobre 1980, comme le commando. La procédure d'extradition lancée par la France est contestée car les procédures d'extradition entre les deux pays ne sont pas réciproques, et que, selon l'avocat de Diab, la France ne semble pas détenir de preuves suffisantes pour engager un procès contre son client. Remis en liberté fin mars 2009 sous de très strictes conditions, Hassan Diab doit notamment porter un bracelet électronique. Le tribunal autorise son extradition en juin 2011 et le ministre de la justice canadien Rob Nicholson signe son ordre d'extradition le 4 avril 2012. Hassan Diab fait appel de cette décision. La Cour suprême du Canada refuse le 12 novembre 2014 la demande d'autorisation d'appel, ouvrant la voie à sa remise aux autorités françaises. Remis aux autorités françaises, il arrive en France le 15 novembre et est mis en examen pour « assassinats », « tentatives d'assassinats » et « destruction de biens par l'effet d'une substance explosive ou incendiaire commise en bande organisée »,. Le 17 mai 2016, sa détention provisoire est interrompue après un témoignage remettant en cause sa participation à l'attentat mais le 24 mai, il est renvoyé en prison par la cour d'appel de Paris.
Le juge d'instruction chargé de cette enquête ordonne le 27 octobre 2016, la remise en liberté d'Hassan Diab, avec assignation à résidence et port d'un bracelet électronique. Le parquet de Paris fait immédiatement appel et le 4 novembre 2016, la chambre de l'instruction de la cour d'appel décide de prolonger la détention d'Hassan Diab de 6 mois, invoquant « le risque de fuite » et de « trouble à l'ordre public ».
Le 24 avril 2017, le juge d’instruction ordonne, pour la sixième fois, la remise en liberté de Diab. Le 15 juin 2017, Amnesty International publie un communiqué de presse qui s’inquiète de « l’emploi présumé, par la France, de preuves anonymes, de sources inconnues, non justifiées, qui ont peut-être été obtenues sous la torture ».
Le 28 juillet 2017, « la fin des investigations a été notifiée aux parties ». Le 12 janvier 2018, la justice française prononce un non-lieu et ordonne la libération immédiate d'Hassan Diab. Les charges pesant contre Hassan Diab ne sont pas « suffisamment probantes » et « se heurtent à trop d'éléments à décharge » selon l'ordonnance du juge d'instruction. Le parquet annonce qu'il fera appel,.
La chambre de l’instruction de la cour d'appel de Paris infirme le non-lieu le 27 janvier 2021 et renvoie le dossier aux assises, quarante ans après les faits.

## Le procès
Le procès s'ouvre devant la cour d'assises spéciale de Paris le 3 avril 2023, en l'absence de l'accusé,,.
Le 21 avril 2023, Hassan Diab est condamné, en son absence, à la réclusion criminelle à perpétuité, et un mandat d’arrêt contre lui, dont l’exécution dépend toujours de la convention d'extradition entre la France et le Canada, est émis.

### Filmographie
- Rue Copernic, histoire d'un attentat, film documentaire de Laurent Jaoui, France, 2010, 65'